# Могорелла
Могорелла, Моґорелла (італ. Mogorella, сард. Mogoredda) — муніципалітет в Італії, у регіоні Сардинія,  провінція Ористано.
Могорелла розташована на відстані близько 380 км на південний захід від Рима, 80 км на північ від Кальярі, 25 км на схід від Ористано.
Населення — 455 осіб (2014).
Покровитель — San Lorenzo Martire.

## Демографія
Населення за роками:

Станом на 1 січня 2023 року в муніципалітеті офіційно проживало 8 іноземців з 5 країн, серед них 3 громадяни країн Євросоюзу.

## Сусідні муніципалітети
- Руїнас
- Узеллус
- Вілла-Сант'Антоніо
- Віллаурбана